# (1413) Roucarie
(1413) Roucarie es un asteroide que forma parte del cinturón de asteroides y fue descubierto por Louis Boyer el 12 de febrero de 1937 desde el observatorio de Argel-Bouzaréah, Argelia.

## Designación y nombre
Roucarie fue designado al principio como 1937 CD.
Más tarde, se nombró en honor de la madre del descubridor.

## Características orbitales
Roucarie está situado a una distancia media de 3,02 ua del Sol, pudiendo alejarse hasta 3,211 ua. Su excentricidad es 0,0633 y la inclinación orbital 10,23°. Emplea 1917 días en completar una órbita alrededor del Sol.